# Nahki Wells
Nahki Wells (1 juni 1990) is een Bermudaans voetballer die doorgaans als aanvaller speelt. Hij verruilde Huddersfield Town in augustus 2017 voor Burnley. Wells debuteerde in 2007 in het Bermudaans voetbalelftal.

## Clubcarrière
Wells speelde in Bermuda bij Dandy Town Hornets en Bermuda Hogges. In 2010 trok hij naar het Engelse Eccleshill United. In januari 2011 tekende hij bij Carlisle United. Op 22 juli 2011 tekende hij een contract bij Bradford City na een geslaagde testperiode. Sindsdien scoorde hij 42 doelpunten in 91 competitiewedstrijden voor Bradford City.
Op 10 januari 2014 werd de overgang naar Huddersfield Town bevestigd. Een dag later maakte hij zijn debuut als invaller tegen Millwall. In de 90e minuut scoorde hij het winnende doelpunt in een 1-0 overwinning.

## Interlandcarrière
Wells debuteerde voor Bermuda in 2007. Hij maakte op 7 oktober 2011 zijn eerste interlanddoelpunt, tegen Trinidad en Tobago. Zijn tweede doelpunt volgde op 14 november 2011, tegen Barbados.
2 Cash ·
3 Carlos ·
4 Konsa ·
5 Mings ·
6 Barkley ·
7 McGinn  ·
8 Tielemans ·
Rashford ·
10 Buendía ·
11 Watkins ·
12 Digne ·
14 Torres ·
18 Gauci ·
19 Philogene ·
20 Nedeljković ·
22 Maatsen ·
23 Martínez ·
24 Onana ·
25 Olsen ·
26 Bogarde ·
27 Rogers ·
30 Hause ·
31 Bailey ·
41 Ramsey ·
44 Kamara ·
50 Swinkels ·
Coach: Emery